# (1758) Naantali
(1758) Naantali es un asteroide que forma parte del cinturón de asteroides y fue descubierto el 18 de febrero de 1942 por Liisi Oterma desde el observatorio de Iso-Heikkilä, Finlandia.

## Designación y nombre
Naantali recibió inicialmente la designación de 1942 DK.
Más tarde se nombró por la ciudad finesa de Naantali.

## Características orbitales
Naantali orbita a una distancia media del Sol de 3,009 ua, pudiendo alejarse hasta 3,106 ua. Su inclinación orbital es 10,83° y la excentricidad 0,03219. Emplea 1907 días en completar una órbita alrededor del Sol.